# 坦托
坦托（德語：Tantow）是德国勃兰登堡州的一个市镇，隶属于乌克马克县。总面积为35.47平方千米，截至2020年总人口为825人。